# 염세주의

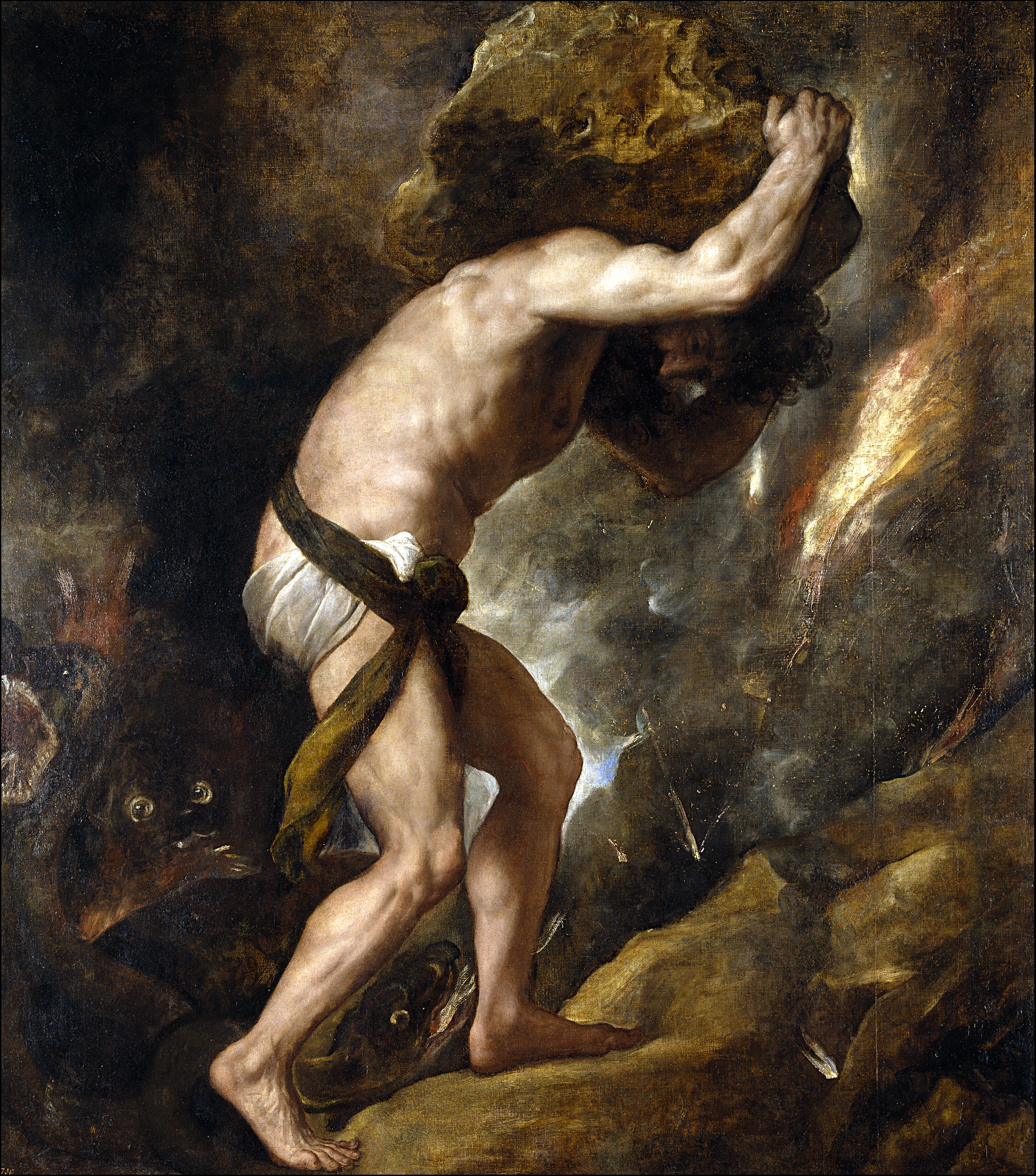

염세주의(厭世主義)는 비관주의(悲觀主義) 또는 페시미즘(pessimism)이라고도 하며, 세계는 원래 불합리하여 비애로 가득찬 곳으로서 행복이나 희열도 덧없는 일시적인 것에 불과하다고 보는 세계관이다.
흔히 대중에게는 허무주의와 함께 부정적인 사상으로만 인식되지만, 한편으로는 인생과 세계의 본질에 대한 깊은 통찰을 제공함으로써 역사적으로 많은 철학자와 작가, 예술가들에게 영감을 주는 뿌리가 되기도 했다. 대표적인 인물로 아르투어 쇼펜하우어, 사무엘 베케트, 에밀 시오랑 등이 있다.

## 비관주의의 형태들

### 철학적 염세주의
철학적 염세주의는 정신 상태나 심리적 성향이 아니라 삶이나 존재에 부정적인 가치를 부여하는 세계관이나 철학적 입장이다. 철학적 염세주의자들은 일반적으로 세계에는 쾌락보다 고통이 경험적으로 우세하며, 존재는 존재론적으로나 형이상학적으로 생명체에 불리하며, 삶은 근본적으로 무의미하거나 맹목적이라고 주장한다.

### 인식론적
세상에의 지식을 얻는 것이 어렵거나 불가능하다고 생각한다는 의미에서 비관적이라고 할 수 있는 인식론이 여러가지 존재한다. 이러한 아이디어는 일반적으로 허무주의, 철학적 회의주의, 상대주의와 관련있다.
프리드리히 하인리히 야코비(1743-1819)는 합리주의, 특히 임마누엘 칸트의 "비판" 철학을 분석하여 모든 합리주의가 허무주의로 환원되므로 이를 피하고 어떤 형태의 신앙과 계시로의 회귀로 대체해야한다는 귀류법을 수행했다.
리처드 로티, 미셸 푸코, 루트비히 비트겐슈타인은 우리의 특정 개념이 절대적인 방식으로 세계와 관련될 수 있는지, 그리고 다른 방식과 비교하여 세계를 묘사하는 우리의 방식을 정당화할 수 있는지에 대해 의문을 제기했다. 일반적으로 이러한 철학자들은 진리가 그것을 올바르게 얻거나 현실을 표현하는 것에 관한게 아니라 주관적인 사회적 권력관계 혹은 특정 시대의 우리의 목적에 부합하는 언어게임의 일부라고 주장한다. 따라서 이러한 형태의 반정초주의는 그 자체로 비관적이지는 않으나 세계에 대한 절대적인 '진실'이나 기초적 사실을 타당하게 발견했다고 주장하는 모든 정의를 거부한다.

### 정치적 및 문화적
철학적 염세주의는 헤겔 철학의 낙관주의 혹은 유토피아주의와 대조된다. 에밀 시오랑은 "헤겔은 현대 낙관주의의 주요 책임자다. 그는 의식이 형태와 양식만 바꿀 뿐 결코 진보하지 않는다는 것을 어떻게 알아차리지 못했을까?"라고 주장했다. 철학적 염세주의는 이상적인 정부구조나 정치적 프로젝트가 없다는 점에서 다른 정치철학과 차별화한다. 오히려 염세주의는 일반적으로 개인 행동에 관해 반체계적인 철학이 되는 경향이 있다. 이는 철학적 염세주의자들이 사회적 진보의 정치가 실제로 인간의 상태를 개선할 수 있다는 데 회의적인 경향이 있기 때문이다. 시오랑이 말했듯이, "앞으로 나아가는 모든 발걸음은 뒤로 물러서는 발걸음으로 이어진다. 이것이 역사의 무익한 진동이다." 시오랑은 또한 정치적 낙관주의를 공격하는데, 그 이유는 그것이 그 이름으로 무엇이든 허가하는 데 사용될 수 있는 "내일의 우상숭배"를 만들어내기 때문이다. 그러나 카뮈가 반항하는 인간(1951)에서 주장했듯 이는 염세주의자가 정치적으로 관여할 수 없다는 것을 의미하지는 않는다. 인간 상태에 대한 염세주의는 홉스(1588-1679)에 의해서도 표현됐다.
오스발트 슈펭글러의 서구의 몰락(1918-1922)은 비관주의를 대중화했다. 슈펭글러는 잠바티스타 비코(1668-1744)의 이론과 유사한 역사의 순환 모델을 장려했다. 슈펭글러는 현대 서구문명이 쇠퇴의 '겨울"시대에 있다고 믿었다. 슈펭글러의 이론은 전간기 유럽, 특히 바이마르 독일에 엄청난 영향을 미쳤다. 마찬가지로 전통주의자인 율리우스 에볼라(1898-1974)는 세계가 도덕적 쇠퇴의 암흑기인 칼리 유가에 있다고 생각했다.
올리버 제임스와 같은 지식인들은 경제적 발전을 경제적 불평등, 인위적 욕구의 자극, 풍요증과 연관시킨다. 반소비주의자들은 문화에서 과시 소비와 이기적이고 이미지 의식적인 행동의 증가추세를 확인한다. 장 보드리야르(1929-2007)와 같은 포스트모더니스트들은 문화(따라서 우리의 삶)가 이제 현실에 전혀 기반을 두지 않는다고 주장하기도 했다.
보수적 사상가, 특히 사회보수주의자들은 종종 정치를 일반적으로 비관적으로 인식한다. 윌리엄 F. 버클리는 "역사에 맞서 '멈춰!'라고 소리치고 있다'고 유명하게 말했고, 휘태커 체임버스(1901-1961)는 자본주의가 공산주의로 몰락할 것이라고 확신했으나 그 자신은 확고한 반공주의자가 됐다. 사회보수주의자들은 종종 서구를 기독교 및 그리스 철학에 뿌리를 둔 타락하고 허무주의적인 문명으로 보고, 도덕적 및 정치적 쇠퇴로 빠질 운명이라고 생각한다. 로버트 보크의 Slouching Toward Gomorrah와 앨런 블룸의 미국 정신의 종말은 이러한 관점을 잘 표현한 작품이다.
많은 경제적 보수주의자와 자유주의자들은 국가의 확장과 사회에서의 정부의 역할이 불가피하다고 믿으며, 그들은 기껏해야 그것에 반대하는 저항행위를 하고 있을 뿐이라고 생각한다. 그들은 사람들이 지배당하는 자연적인 경향이 있고, 자유는 예외적인 상태이며, 현재는 복지국가가 제공하는 사회적, 경제적 안보를 위해 포기되고 있다고 생각한다. 정치적 비관주의는 때때로 조지 오웰의 1984와 같은 디스토피아 소설에서 표현됐다. 자국에 대한 정치적 비관주의는 종종 이민에의 욕구와 상관관계가 있다.

### 기술적 및 환경적
기술적 비관주의는 과학과 기술의 발전이 인간 조건의 개선으로 이어지지 않는다는 믿음이다. 기술적 비관주의는 산업혁명동안 러다이트 운동과 함께 시작됐다 할 수 있다. 러다이트들은 산업공장과 첨단 공장기계의 부상을 자신들의 일자리 상실의 원인으로 비난하고 이를 파괴하고자 했다. 낭만주의 운동 역시 기술의 발전에 비관적이었고 더 단순하고 자연스러운 시대를 갈망했다. 윌리엄 워즈워스와 윌리엄 블레이크와 같은 시인은 산업화가 자연의 순수성을 오염시키고 있다고 믿었다.
일부 사회 비평가와 환경론자들은 세계화, 인구과잉, 현대 자본주의 국가의 경제 관행이 지구의 생태적 평형에 과도한 스트레스를 주고 있다고 믿는다. 그들은 이를 늦추기 위한 조치가 취해지지 않으면 기후 변화가 악화되어 결국 어떤 형태의 사회적, 생태적 붕괴로 이어질 것이라고 경고한다. 제임스 러블록은 지구의 생태계가 이미 돌이킬 수 없을 정도로 손상됐으며 비현실적인 정치 변화조차도 이를 구하기에 충분하지 않다고 믿는다. 러블록에 의하면 지구의 기후조절체계는 오염으로 압도되고 있으며 지구는 곧 현재 상태에서 극적으로 더운 기후로 도약할 것이다. 러블록은 이러한 상황을 "다인구과잉증"이라고 부르는 것의 탓으로 돌린다. 이는 "인간이 선보다 악을 끼칠때까지 과다하게 인구가 늘어나는 것"을 의미한다. 러블록은 다음과 같이 말한다.
제1세계의 편의시설을 목표로 하는 70억명의 인구가 존재한다는 사실은 기후의 항상성뿐만 아니라 화학, 생물학적 다양성 및 체제의 경제와도 분명히 양립불가하다.

일부 급진적 환경론자, 반세계화 운동가, 신러다이트들은 현대 "진보"의 효과에 대해 이런 종류의 비관주의를 견지한다 할 수 있다. 더 급진적인 형태의 환경비관주의는 농업 혁명이 사회적 계층화, 강합, 소외를 야기했다고 비난하는 아나르코원시주의다. 일부 아나르코원시주의자들은 탈산업화, 현대기술의 포기, 재야생화를 선동한다.
악명높은 아나르코원시주의자는 시어도어 카진스키로, 유나바머(Unabomber)로도 알려져 있고, 전국적인 우편폭탄 테러작전에 참여했다. 그는 1995년 유나바머 선언문에서 현대의 "산업-기술 체계"의 부상으로 인한 인간의 자유의 침식에 주목했다. 선언문은 다음과 같이 시작된다.
산업혁명과 그 결과는 인류에게 재앙이었다. 그것은 "선진" 국가에 사는 우리의 기대수명을 크게 늘렸으나, 사회를 불안정하게 만들고, 삶을 만족스럽지 않게 만들고, 인간을 모욕에 처하게 하고, 광범위한 심리적 고통(제3세계에서는 신체적 고통도 마찬가지)을 초래했으며, 자연세계에 심각한 피해를 입혔다. 기술의 지속적인 발전은 상황을 악화시킬 것이다. 그것은 확실이 인간을 더 큰 모욕에 처하게 하고 자연세계에 더 큰 피해를 입힐 것이고, 아마도 더 큰 사회적 혼란과 심리적 고통으로 이어질 것이고, "선진"국가에서도 신체적 고통이 증가할 수 있다.

가장 급진적인 비관주의 단체 중 하나는 자발적 인류절멸 운동으로, 반출생주의를 통해 인류를 멸종시켜야 한다고 주장한다.

### 엔트로피 비관주의

천연자원은 이법을 통해 순환하나 결국 폐기물과 오염으로 끝난다.

엔트로피 비관주의는 열역학 원리에 기초한 기술적, 환경적 비관주의의 특수한 경우를 나타낸다. 열역학 제1법칙에 의하면 이법에서 물질과 에너지는 생성되거나 파괴되지 않는다. 열역학 제2법칙(엔트로피 법칙이라고도 함)에 의하면 이법에서 발생하는 일은 모든 물질과 에너지가 인간의 목적에 이용가능한 상태(귀중한 천연자원)에서 인간의 목적에 이용불가한 상태(가치없는 폐기물과 오염)로 변환된다는 것이다. 실제로 인간의 모든 기술과 활동은 저하된 에너지, 고갈된 천연자원, 악화된 환경의 미래의 행성적 "열죽음"에 가까이 가는 일반적인 행진을 가속할 뿐이다.
"엔트로피 비관주의"라는 용어는 경제학의 선구자이자 생태경제학의 패러다임 창시자인 루마니아계 미국 경제학자 니콜라스 조루주스쿠-뢰겐의 업적을 설명하기 위해 만들어졌다. 조르주스쿠-뢰겐은 그의 대작인 엔트로피 법칙과 경제 과성에서 엔트로피 개념을 광범위하게 사용했다. 1990년대 이래 조르주스크-뢰겐의 학생인 주요 생태경제학자이자 정상상태 이론가인 허먼 데일리는 경제계에서 가장 영향력있는 엔트로피 비관주의 지지자였다.
무엇보다도 엔트로피 비관주의의 입장은 지구의 유한한 광물 자원 재고를 현재와 미래 세대의 알려지지 않은 수에 균등하게 분배하는 것이 실존적으로 불가능하다는 점과 관련있다. 이 세대의 수는 인류가 궁극적으로 멸종에 직면할지의 혹은 언제 직면할지의 여부를 미리 알 수 있는 방법이 없거나 거의 없기에 우리에게 알려지지 않을 가능성이 크다. 실제로 재고의 상상할 수 있는 모든 시간 간 분배는 필연적으로 미래의 어느 시점에서 보편적인 경제적 쇠퇴로 끝날 것이다.
엔트로피 비관주의는 생태 경제학과 탈성장 운동에서 널리 퍼진 견해이다.

## 같이 보기
- 견유주의
- 방어 염세주의
- 우울증
- 디스토피아
- 숙명론
- 기분
- 머피의 법칙
- 허무주의
- 낙천주의
- 낙관적 편향
- 악의 문제
- 편집증
- 휘그사관

## 참고 문헌
- 이 문서에는 다음커뮤니케이션(현 카카오)에서 GFDL 또는 CC-SA 라이선스로 배포한 글로벌 세계대백과사전의 내용을 기초로 작성된 글이 포함되어 있습니다.